# Киштовка
Киштовка (рос. Кыштовка) — село, адміністративний центр Киштовського району Новосибірської області. Також є центром Киштовського сільського поселення.

## Географія
Киштовка розташована на річці Тара, в 600 кілометрах на північний захід від Новосибірська, в 110 кілометрах на північ від Венгерово, в 165 кілометрах на північ від залізничної станції на Транссибірській магістралі Чани й федеральної автомобільної дороги М-51 «Байкал». Поблизу розташовані Васюганське болото.
У Киштовке понад тридцять вулиць, загальна протяжність яких більше 150 кілометрів

## Населення
| 1959 | 1970  | 1979  | 1989  | 2002  | 2007  | 2010  |
| ---- | ----- | ----- | ----- | ----- | ----- | ----- |
| 4171 | ↗5664 | ↗6034 | ↘6000 | ↘5798 | ↗5851 | ↘5282 |